# Euagrotis forbesi
Euagrotis forbesi är en fjärilsart som beskrevs av John G. Franclemont 1952. Euagrotis forbesi ingår i släktet Euagrotis och familjen nattflyn. Inga underarter finns listade i Catalogue of Life.